# Antonio La Forgia
Antonio La Forgia (Forlì, 24 dicembre 1944 – Bologna, 10 giugno 2022) è stato un politico italiano.

## Biografia
Laureato in fisica, aderì al Partito Comunista Italiano e con esso fu assessore per l'organizzazione e la gestione del personale a Bologna. Dal 1985 al 1990 è stato anche, sempre a Bologna, assessore all'innovazione. Dal 1991 al 1993 fu segretario comunale del Partito Democratico della Sinistra a Bologna, mentre dal 1993 al 1996 venne nominato segretario regionale sempre del PDS.
Presidente della Regione Emilia-Romagna dal 1996, si dimise nel 1999 avendo aderito al progetto prodiano de I Democratici, di cui fu membro del consiglio regionale. Con tale soggetto si candida alle elezioni europee del 1999 nella circoscrizione Italia nord-occidentale, ottenendo oltre 8.000 voti, ma senza essere eletto.
È successivamente confluito nella Margherita. Poi ha partecipato al processo di formazione del Partito Democratico, candidandosi a segretario regionale del nuovo partito in Emilia-Romagna alle primarie del 14 ottobre 2007, dove ha ottenuto il 18,99% dei voti ed è tra gli esponenti di punta dell'area prodiana-ulivista del partito.
Alle elezioni politiche del 2006 viene candidato ed eletto alla Camera dei deputati nella circoscrizione Emilia-Romagna nella lista de L'Ulivo.
Alle elezioni politiche del 2008 viene riconfermato deputato nella circoscrizione Emilia-Romagna tra le file del PD. Termina il proprio mandato parlamentare nel 2013.
È morto il 10 giugno 2022 all'età di 77 anni a Bologna; malato di tumore in fase terminale, alcuni giorni prima aveva scelto la sedazione profonda.